# Otolemur garnettii
Otolemur garnettii је врста примата (Primates) из породице галагија (Galagidae). 

## Распрострањење
Врста је присутна у Кенији, Сомалији и Танзанији.

## Станиште
Врста Otolemur garnettii има станиште на копну.

## Начин живота
Врста Otolemur garnettii прави гнезда. 

## Угроженост
Ова врста није угрожена, и наведена је као последња брига јер има широко распрострањење.

### Популациони тренд
Популација ове врсте је стабилна, судећи по доступним подацима.